# Brutální Nikita (seriál)
Brutální Nikita (v anglickém originále La Femme Nikita) je kanadský akční televizní seriál, který byl premiérově vysílán na kanadské stanici CTV a na americké stanici USA Network letech 1997–2001, kdy bylo v pěti řadách natočeno celkem 96 dílů. Předlohou seriálu byl stejnojmenný film Luca Bessona z roku 1990. Hlavní postavou seriálu je Nikita, která byla neprávem obviněna z vraždy policisty. Ve vězení, kde by si měla odpykat doživotní trest, je naverbována do tajné organizace, která zfinguje její popravu. Jako její agentka následně bojuje proti teroristům a zároveň i sama se sebou, neboť metody organizace jsou mnohdy značně podobné těm teroristickým. V Česku byl seriál vysílán od 23. března 1998 do 14. dubna 2002 na TV Nova.
V letech 2010–2013 byl vysílán americký reboot seriálu s názvem Nikita.

## Obsazení
- Peta Wilson (český dabing: Stanislava Jachnická) jako Nikita
- Roy Dupuis (český dabing: Aleš Procházka) jako Michael Samuelle
- Don Francks (český dabing: Petr Haničinec) jako Walter
- Matthew Ferguson (český dabing: Aleš Háma) jako Seymour Birkoff
- Eugene Robert Glazer (český dabing: Jiří Čapka) jako Šéf (v originále Operations)
- Alberta Watson (český dabing: Eva Režnarová) jako Madeline
- Cindy Dolenc (český dabing: Michaela Kuklová) jako Kate Quinnová